# Eliza Scanlen
Eliza Jane Scanlen est une actrice australienne, née le 6 janvier 1999 à Sydney (Australie).
Elle est connue pour son rôle d’Amma Crellin dans la série américaine Sharp Objects, diffusée sur HBO, pour laquelle elle a été saluée par la critique. Elle a, par la suite, fait ses débuts au cinéma, avec des rôles principaux dans le drame Babyteeth et le drame d'époque de Greta Gerwig Les Filles du Docteur March.

## Biographie
Eliza Scanlen est née à Sydney, en Nouvelle-Galles du Sud, en Australie, en même temps que sa jumelle. Elle a appris le piano dès l'âge de 7 ans environ, mais a arrêté à 13 ans. Pour préparer son rôle de Beth March dans l'adaptation du roman Les Quatre Filles du docteur March (Little Women), elle a recommencé à pratiquer le piano.

## Carrière
Alors qu'elle est étudiante au lycée, Eliza Scanlen joue dans Summer Bay, un feuilleton télévisé australien qui a lancé des acteurs telles que Naomi Watts, Chris Hemsworth et Isla Fisher. Le rôle qui la fait connaître est celui d'Amma Crellin dans la série Sharp Objects, diffusée sur HBO, aux côtés d'Amy Adams.
Scanlen a fait ses débuts professionnels au théâtre dans la production de Sa Majesté des mouches de la Sydney Theatre Company en 2019, mise en scène par Kip Williams. Elle a joué le rôle d'Eric pendant la représentation de la pièce.
En 2019, Scanlen fait des débuts au cinéma assez remarqués avec deux films acclamés par la critique. Dans Babyteeth de Shannon Murphy, qui a été présenté en compétition à la Mostra de Venise, Scanlen campe le rôle de Milla Finlay, une adolescante diagnostiquée d'un cancer. La même année, on la voit devant la caméra de la réalisatrice Greta Gerwig, qui adapte le roman de Louisa May Alcott, Les Quatre Filles du docteur March (Little Women). Elle y donne la réplique à Saoirse Ronan, Emma Watson, Florence Pugh, Timothée Chalamet, Laura Dern et Meryl Streep.
En 2020, Scanlen a interprété Lenora dans le thriller d'Antonio Campos Le Diable, tout le temps (The Devil All the Time), basé sur le livre de Donald Ray Pollock. En 2021, Scanlen a joué dans le thriller Old de M. Night Shyamalan, sorti le 23 juillet. En 2023, Scanlen a eu le rôle principal de Jem Starling dans le premier film de Laurel Parmet, The Starling Girl. Elle a reçu des éloges de la critique pour sa performance, avec Ben Travers d'IndieWire écrivant : "Cela aide que la performance de Scanlen refuse de laisser ce film paraître banal." Jason Bailey pour The Playlist a écrit : "Le travail de Scanlen ici est tout aussi bon, tout aussi imprégné du sentiment d'une vie réelle vécue juste devant vous."

### Début de réalisation et d'écriture
En 2020, elle a fait ses débuts de réalisatrice avec le court métrage australien Mukbang qui a suscité beaucoup de controverses, dont elle a également écrit le scénario. En 2022, elle réalise et scénarise How Can I Help You (2022) avec Thomasin McKenzie dans le rôle principal.

## Jeu d'actrice
Dans une interview pour Backstage, Eliza Scanlen explique comment elle travaille son script :
Je commence à voir un schéma dans la façon dont je me prépare pour les rôles. En général, j’écris beaucoup, donc je tiens un journal pour chaque personnage que j’interprète et je me contente d’écrire. C’est un processus différent à chaque fois, mais j’écris généralement sur le personnage et sur les aspects généraux du jeu d’acteur… Certaines choses restent en mémoire, d’autres non.
Eliza Scanlen est représentée par Sharron Elkabas de MN2S. Cette agence représente également Chris Hemsworth, Amy Adams, Matthew McConaughey, Viola Davis ou encore Michael B. Jordan.

## Filmographie

### Cinéma

#### Longs métrages
- 2019 : Milla : Milla
- 2019 : Les Filles du docteur March (Little Women) de Greta Gerwig : Elizabeth « Beth » March
- 2020 : Le Diable, tout le temps (The Devil All The Time) d'Antonio Campos : Lenora
- 2021 : Old de M. Night Shyamalan : Kara à 15 ans
- 2023 : The Starling Girl de Laurel Parmet : Jem Starling
- 2024 : Caddo Lake de Celine Held et Logan George : Ellie
- 2027 : All That I Am de Kate Dennis[11]  (en production)
- 2028 : Fear is the Rider de John Michael McDonagh[12]  (en production)
- 2030 : Dot and the Kangaroo

#### Courts métrages
- 2015 : Lacune de Isaac Stewart : Zoé
- 2018 : Grace : Grace[13]
- 2018 : Amour et autres lieux de Mitzi Ruhlmann : Claude

#### En tant que réalisatrice et scénariste
- 2020 : Mukbang (court métrage)
- 2023 : How Can I Help You (court métrage)

### Télévision

#### Séries télévisées
- 2015 : Un acte de classe : Eliza (1 épisode)
- 2016 : Summer Bay : Tabitha « Tabby » Ford
- 2018 : Sharp Objects : Amma Crellin
- 2021 : Fires : Tash
- 2022 : The First Lady : Eleanor Roosevelt (jeune)[14]
- 2025 : Dope Girls : Violet Davies (en production)[15]

### Théâtre
- 2019 : Sa Majesté des mouches de William Golding : Eric au Sydney Theatre Company
- 2019 : Ne tirez pas sur l'oiseau moqueur de Harper Lee : Mayella Ewell au Shubert Theatre
- 2024 : L'Importance d'être Constant d'Oscar Wilde : Cecily Cardew au Royal National Theatre[16]

## Distinctions
| Année | Récompense                                       | Catégorie                                                                            | Œuvre                       | Résultat   |
| ----- | ------------------------------------------------ | ------------------------------------------------------------------------------------ | --------------------------- | ---------- |
| 2018  | St. Kilda Film Festival                          | Meilleur actrice                                                                     | Grace                       | Nomination |
| 2019  | Gold Derby TV Award                              | Meilleure actrice dans un second rôle de la décennie dans une série ou série limitée | Sharp Objects               | Nomination |
| 2019  | Gold Derby TV Award                              | Meilleure actrice dans un second rôle dans une série ou série limitée                | Sharp Objects               | Nomination |
| 2019  | Gold Derby TV Award                              | Révélation de l'année                                                                | Sharp Objects               | Nomination |
| 2019  | INOCA TV                                         | Meilleure actrice dans un second rôle dans une série ou série limitée                | Sharp Objects               | Lauréat    |
| 2019  | OFTA Television Award                            | Meilleure actrice dans un second rôle dans un film ou une mini-série                 | Sharp Objects               | Nomination |
| 2019  | OFTA Television Award                            | Meilleure distribution d'ensemble dans un film ou une mini-série                     | Sharp Objects               | Nomination |
| 2019  | Odyssey Awards                                   | Révélation de l'année                                                                | Milla                       | Lauréat    |
| 2019  | Film Club's The Lost Weekend                     | Meilleur actrice                                                                     | Milla                       | Lauréat    |
| 2020  | Sydney Film Festival                             | Meilleure réalisation dans un court métrage                                          | Mukbang                     | Lauréat    |
| 2020  | Sydney Film Festival                             | Meilleur court métrage en prises de vues réelles                                     | Mukbang                     | Nomination |
| 2020  | OFTA Television Award                            | Meilleure distribution d'ensemble                                                    | Les Filles du docteur March | Nomination |
| 2020  | Gold Derby Awards                                | Meilleure distribution d'ensemble                                                    | Les Filles du docteur March | Nomination |
| 2020  | Gold Derby Awards                                | Meilleure distribution d'ensemble de la décennie                                     | Les Filles du docteur March | Nomination |
| 2020  | Australian Academy of Cinema and Television Arts | Meilleure actrice principale                                                         | Milla                       | Lauréat    |
| 2021  | Australian Academy of Cinema and Television Arts | Meilleure actrice principale                                                         | Milla                       | Nomination |
| 2021  | Chlotrudis Awards                                | Meilleur actrice                                                                     | Milla                       | Nomination |
| 2021  | CinEuphoria Awards                               | Distribution d'ensemble - Compétition Internationalle                                | Les Filles du docteur March | Nomination |